# Indrapuri (Tapung)
Indrapuri is een bestuurslaag in het regentschap Kampar van de provincie Riau, Indonesië. Indrapuri telt 3396 inwoners (volkstelling 2010).